# Cirugía de control de daños
Cirugía de control de daños es un abordaje novedoso para el tratamiento de los pacientes con politraumatismo grave. Consiste en la realización de una operación quirúrgica en cuatro etapas que consiste en:
1. Fase prehospitalaria
2. Operación inicial
3. Estabilización en Unidad de Cuidados Intensivos
4. Re-laparotomía definitiva.[1]

## Historia
El trauma constituye una de las principales causas de muerte en todo el mundo, solo por detrás de las cardiopatías, neoplasias malignas, enfermedad cerebrovascular y neumopatías crónicas. Las principales causas de muerte por trauma son las lesiones penetrantes (heridas por proyectil de arma de fuego y por instrumento punzo-cortante), y por trauma contuso (accidentes en vehículos de motor, caídas y atropellamiento), con una gran incidencia en sujetos menores de 30 años.
La mortalidad por trauma tiene una distribución trimodal:
- muertes inmediatas (50%, ocurridas poco después del trauma debido a lesiones graves e irreparables como la ruptura de corazón o de grandes vasos)
- muertes tempranas (30%, ocurridas durante las primeras seis horas debido a hemorragia de órganos abdominales o lesiones intracraneales graves)
- muertes tardías (ocurren a días o semanas de ocurrido el accidente, y son debidas a sepsis y falla orgánica múltiple).[4][1]

Aunque nada se puede hacer por los pacientes dentro del grupo de muertes inmediatas, el avance de los cuidados prehospitalarios y de reanimación de los últimos años ha extendido la supervivencia temprana de muchos pacientes lesionados (disminuyendo el número de muertes tempranas). Otro cambio importante se presenta en la gravedad de la lesión, con presencia cada vez más frecuente del trauma penetrante y contuso de alta energía lo que deriva en lesiones múltiples y más graves. Ante estos retos, ha surgido la cirugía de control de daños (CCD) como una técnica quirúrgica que ha logrado mayor aceptación entre los cirujanos en los últimos 20 años. El nombre de control de daños fue acuñado en 1993 por Charles Schwab en Filadelfia, y hace referencia al control inicial rápido de la hemorragia y la contaminación, cierre abdominal temporal, reanimación en la UCI, y la re-exploración subsecuente con reparación definitiva.
Antes del concepto de control de daños, la cirugía clásica pretendía resolver todos los problemas del paciente politraumatizado en una sola cirugía. Sin embargo, el paciente con trauma tiene mayor probabilidad de muerte debido a las alteraciones metabólicas transquirúrgicas que por una falla en una reparación quirúrgica completa. Entre las alteraciones metabólicas que se encuentran en estos pacientes destaca una triada conformada por la coagulopatía, la hipotermia y la acidosis metabólica. Mediante la CCD se pretende lograr de primera instancia el restablecimiento de la fisiología normal del paciente más que de la anatomía normal en los pacientes gravemente lesionados. El manejo de los pacientes con un Puntaje de Gravedad de la Lesión (ISS, del inglés Injury Severity Score) de al menos 30 puntos con la cirugía ortodoxa conllevaba una mortalidad superior al 70%. Fue con la CCD en la década de los 1990 que se alcanzó reducir la mortalidad a un 58% al 67%, al 33% en el 2001, y hasta un 10%-27% para el 2006.